# Thomas Kefford
Thomas Kefford (batizado em 18 de março de 1686, em Royston) (fl. 1710 – 1750), era um relojoeiro inglês que fazia negócios no The Dial, Fore Street, Royston, Hertfordshire. Thomas era filho de Thomas Kefford (também relojoeiro) e Mary Fordham, e era um dos quatro irmãos batizados em Royston.
Após a morte (ou aposentadoria) de Kefford, por volta de 1750, ele foi sucedido por Samuel Coxhall, que veio de Shepreth, Cambridgeshire e havia sido aprendiz em junho de 1746, por oito anos.